# François Benjamin
Pour les articles homonymes, voir Benjamin.
François Benjamin, né le 18 avril 1962 à Montréal, est un homme politique québécois. 
Ancien député de la circonscription de Berthier à l'Assemblée nationale du Québec, il a été élu sous la bannière de l'Action démocratique du Québec en défaisant le député péquiste sortant Alexandre Bourdeau à l'élection de 2007.

## Biographie
François Benjamin a été élu maire de la municipalité de Mandeville dans la région de Lanaudière le 7 novembre 1999.  Il a été président du Centre local de développement de d'Autray, vice-président du conseil d’administration du Centre sportif et communautaire de Brandon, membre du Comité de sauvegarde du Lac Maskinongé, président du conseil d’administration de la Réserve faunique Mastigouche, organisateur des festivités régionales de la Fête nationale du Québec à Joliette, président de la Maison nationale des Patriotes (Saint-Denis-sur-Richelieu) et en 1993, il a fondé le Festival des traditions populaires (musique traditionnelle). De 2001 à 2005, il a été préfet de la municipalité régionale de comté D'Autray et de 2003 à 2007, il a été membre de la Conférence régionale des élus de Lanaudière.
Il a quitté ses fonctions de maire afin d'être candidat de l'Action démocratique du Québec lors de l'élection générale québécoise de 2007.
Il a été nommé par le chef de l'opposition officielle Mario Dumont comme porte-parole de l'opposition officielle en matière de Culture et de Communications et Langue le 19 avril 2007.  Il a également été membre de la Commission de la Culture de l'Assemblée nationale du Québec, vice-président de la Commission des finances publiques, membre de la Section du Québec de l'Assemblée parlementaire de la Francophonie (APF) et membre de la Section du Québec de la Confédération parlementaire des Amériques (COPA).
Dans une entrevue au quotidien Le Devoir, M. Benjamin déclarait que s'il appuyait encore l'option souverainiste dans l'éventualité d'un référendum sur le statut politique du Québec, il comprenait que les québécois avaient tourné la page et qu'il croyait à une plus grande autonomie pour le Québec au sein de la fédération canadienne.
Le 6 juin 2007, il a déposé le projet de loi 193, modifiant la loi sur le cinéma pour favoriser le doublage des films au Québec.
À l'élection générale québécoise de 2008, il est défait par le péquiste André Villeneuve.
Le 24 mars 2009, il annonce son appui à la candidature d'Éric Caire comme chef de l'Action démocratique du Québec. Il sera coprésident de la campagne du candidat Caire.
Le 16 avril 2011, il annonce qu'il sera candidat pour la Coalition avenir Québec de François Legault, dans la circonscription de Berthier.

## Formation académique
- Diplôme d'études secondaires, École Félix-Gadoury, Joliette (1992)
- Diplôme d'études collégiales en sciences humaines, Cégep régional de Lanaudière, Joliette (1993-1995)